# Verninas
Vernines és un municipi d'Alvèrnia-Roine-Alps del departament francès del Puèi Domat.